# Partit Nacional Popular del Caixmir Unit
Partit Nacional Popular de Caixmir Unit (United Kashmir Peoples National Party UKPNP) és un partit polític independentista i progressista de Caixmir fundat per Sardar Shaukat Ali Kashmiri el 1985. Nascut el 25 de maig de 1958 a Azad Kashmir. el 1980 va fundar la La Federació d'estudiants nacionalistes de Caixmir, a Karachi i el 1985, el United Kashmir Peoples National Party. El UKPNP defensa la llibertat, democràcia i igualtat i un caixmir independent, unit i socialista. La seva principal presència és al Caixmir sota administració paquistanesa, l'anomenat Azad Kashmir.
En relació al conflicte de Caixmir, l'UKPNP reclama la unificació del Caixmir constituït com els Estats Units del Caixmir, format per la federació lliure dels estats de Dardistan (Gilgit), Baltistan, Jammu (Dograt), Ladakh, Broshal, Poonch, Kishtwar, i la Vall de Caixmir, per sobre de diferències de religió i nacionalitat i les fronteres actuals. Defensa la consecució dels seus objectius mitjançant una revolució nacional democràtica (no violenta). Reclama el reconeixement del dret d'autodeterminació de Caixmir per decidir lliurement el seu futur no només contra la dominació India, sinó també del Pakistan. S'ha mostrat també molt crític amb la instrumentalització del conflicte de Caixmir per part tant de l'estat paquistanès com de grups islamistes fonamentalistes. A més d'oposar-se a les forces ocupants, critica també les forces conservadores locals: "Les forces ocupants i els seus agents continuen fent el seu joc brut. Els recursos són explotats i utilitzats per les forces ocupants. Els partits conservadors tradicionals comparteixen igualment aquesta explotació, treballen contra l'interès nacional i pel propi interès. Promouen prejudicis sectaris i regionals tribals pels seus propis guanys i motivacions polítiques i econòmiques. Instiguen i fan foc als sentiments del gran públic per mantenir-los desintegrats políticament i endarrerits econòmicament".
El partit es va fundar el 10 d'abril de 1985. Actualment, està dirigit per Sardar Shaukat Ali Kashmiri com a president, el 1999 es va haver d'exiliar a Suïssa. El 2002 va ser elegit president de la International Kashmir Alliance (IKA), aliança dels partits seculars de Caixmir a l'exterior. La reconeguda activista Naila Khaneen en va ser vicepresidenta fins a la seva mort el 2018. Nasir Aziz Khan és el portaveu (2019).
El Partit rebutja l'annexió de Gilgit i Baltistan com a cinquena província del Pakistan, declarant que es tracta d'una annexió il·legal de la regió que originalment era una part de Jammu i Caixmir i la repressió i vulneracions de drets humans comeses per Pakistan al Caixmir. Motiu pel qual ha protestat davant les Nacions Unides. HA denunciat també la supressió de l'autonomia de Jammu i Caixmir per part del govern Indi el setembre de 2019. Igual que altres partits independentistes de Caixmir com el Front d'Alliberament de Jammu i Caixmir, no és il·legal a Azad Kashmir però són reprimits quan expressen crítiques a Pakistan i els seus membres i dirigents sovint són perseguits i empresonats.